# Elecciones parciales de Singapur de 1981
Una elección parcial en la circunscripción parlamentaria de Anson, Singapur se realizó el 31 de octubre de 1981, tras la dimisión de Devan Nair al ser elegido Presidente de Singapur. Había 14.515 votantes registrados, y se presentaron tres candidaturas. La participación electoral fue del 94.70%.
Los comicios tuvieron un carácter histórico, ya que el candidato del Partido de los Trabajadores (WP), Joshua Benjamin Jeyaretnam, quien era además líder del mismo, derrotó por un estrecho margen de 653 votos a Pang Kim Hin, candidato del Partido de Acción Popular (PAP), por lo que estas elecciones parciales marcaron el retorno de la oposición al legislativo singapurense por primera vez, después de que el PAP dominara los tres tercios del legislativo desde 1968. Fue la primera derrota electoral del PAP en cualquier tipo de elección desde la independencia de Singapur, y la segunda vez que el WP obtenía la victoria en Anson.

## Antecedentes
Singapur es un estado de partido hegemónico, en el que el Partido de Acción Popular (PAP) ha dominado la vida política del país desde las elecciones generales de 1959 que llevaron a su líder, Lee Kuan Yew, al cargo de primer ministro. Tras la independencia en 1965, el régimen del PAP, que hasta entonces se enfrentaba a alternativas electorales amplias y coherentes, logró acallar las voces opositoras con facilidad. En las elecciones generales de 1968, 1972, 1976 y 1980, el PAP obtuvo todos los escaños del legislativo, por lo que gobernaba sin oposición parlamentaria.
Devan Nair era diputado por la circunscripción de Anson desde 1979, precisamente después de ganar una elección parcial. Retuvo el escaño con más del 84% de los votos en las elecciones generales de 1980, en las cuales la oposición tampoco recibió escaños. Sin embargo, el 13 de octubre de 1981 aceptó la candidatura a Presidente de Singapur, un cargo en gran medida ceremonial, y para acceder al mismo renunció como diputado y como miembro del PAP. Se convocó entonces a una elección parcial para renovar dicho escaño, aunque se esperaba que el PAP lo retuviera con facilidad, dada la anterior victoria aplastante de Nair.

## Candidaturas
El día de la nominación de candidaturas fue el 21 de octubre. El depósito para los candidatos se fijó en $ 1500. Tres candidatos se presentaron en las elecciones parciales: Pang Kim Hin del PAP, J. B. Jeyaretnam del Partido de los Trabajadores, y Harbans Singh del Frente Popular Unido. El líder del Partido Demócrata de Singapur, Chiam See Tong, también consideró presentar su candidatura, pero finalmente declinó, al igual que otros partidos, en favor de Jeyaretnam, en nombre de "la unidad de la oposición".

## Resultados
|  | 51.93 % |

|  | 47.10 % |

|  | 0.97 % |

|  | 99.75 % |

|  | 0.25 % |

|  | 100.00 % |

|  | 94.70 % |

## Análisis

### Razones para la derrota del PAP
Se cree que hubo varios factores que contribuyeron a la inesperada derrota del partido gobernante en esta elección parcial. Una de ellas fue el hecho de que presentó una nueva cara al público en Singapur, mientras que Jeyaretnam era un veterano de varias elecciones generales y elecciones parciales (aunque esta era la primera vez que disputaba Anson). Otro factor puede haber sido que Pang no hizo campaña junto a los líderes políticos de Anson durante su campaña, lo que molestó a algunos de ellos, y que no se conectó eficazmente con la gente de la clase trabajadora en el distrito electoral. Otro problema relacionado con la campaña fue que los residentes en el área de Blair Plain de la circunscripción no estaban contentos de que no se les diera prioridad a los planos de la HDB (Junta de Vivienda y Desarrollo) cuando sus casas estaban siendo demolidas para dar paso a un nuevo complejo de contenedores del puerto de Singapur, y algunos votantes pueden haber usado las elecciones parciales como una oportunidad para expresar descontento con respecto a esto.

### Importancia histórica
Esta fue una de las elecciones más importantes en la historia política de Singapur porque fue la primera victoria de la oposición desde que el Barisan Sosialis abandonó el Parlamento en 1966, en medio de la represión del gobierno. Fue la tercera elección parcial en Anson.
La elección marcó el regreso del Partido de los Trabajadores al Parlamento después de 18 años. La última vez que ganaron una elección fue en 1961, cuando David Saul Marshall (que curiosamente era también el líder del WP) ganó del mismo modo una elección parcial en Anson como candidato del partido (sin embargo, perdió el escaño en las elecciones generales de 1963).

## Consecuencias
Jeyaretnam retuvo con éxito el escaño de Anson en las elecciones generales de 1984 ante Ng Pock Too (del PAP) por un margen bastante más amplio, obteniendo más del 56% de los votos. Otro político de la oposición también fue elegido para el Parlamento en las elecciones generales de 1984: Chiam See Tong del SDP, que fue elegido diputado por Potong Pasir. Chiam representaría este escaño por otras seis legislaturas hasta el 2011 y se convertiría en el segundo parlamentario de la oposición con más antigüedad en Singapur.
Sin embargo, Jeyaretnam fue condenado por supuestamente informar incorrectamente las cuentas de su partido y se vio obligado a abandonar el asiento de Anson en 1986. El distrito electoral fue abolido en 1988 y dividido entre el distrito electoral de Tanjong Pagar y Kreta Ayer, con una parte significativa distribuyéndose al Grupo de Representación Grupal Tiong Bahru en las elecciones de 1988. Tiong Bahru luego fue absorbido por la circunscripción de Representación Grupal Tanjong Pagar en las elecciones generales de 1991.
Aunque el PAP ha seguido siendo el partido dominante de la política de Singapur, nunca volvió a tener el monopolio total de todos los escaños en el Parlamento desde la elección parcial de Anson en 1981.